# Ксантопулос, Бабис
Хара́ламбос «Ба́бис» Ксанто́пулос (греч. Χαράλαμπος "Μπάμπης" Ξανθόπουλος, род. 29 августа 1956, Салоники) — греческий футболист, игравший на позиции полузащитника, в основном за «Ираклис». Участник чемпионата Европы 1980 года в составе национальной сборной Греции.

## Клубная карьера
Во взрослом футболе дебютировал в 1974 году за команду «Ираклис», в которой провёл тринадцать сезонов, приняв участие в 271 матче чемпионата и 283 матчах во всех турнирах. Большую часть времени, проведённого в составе «Ираклиса», был основным игроком команды, ныне занимая 3-е место в истории клуба по количеству матчей. В 1976 году, выйдя на поле в стартовом составе, завоевал единственный на данный момент трофей в истории своей команды, Кубок Греции.
Завершил игровую карьеру в клубе второго дивизиона «Пиерикос», за который выступал в течение 1987—1989 годов. Провёл в составе команды 52 матча и забил 7 голов.

## Карьера в сборной
11 июня 1978 года дебютировал в официальных матчах в составе национальной сборной Греции в товарищеской игре против Австралии (2:1).
В составе сборной был участником чемпионата Европы 1980 года в Италии, где выходил на поле в двух играх против Чехословакии (1:3) и ФРГ (0:0) в рамках группового этапа, который грекам преодолеть не удалось. Последний матч за сборную провёл 9 января 1985 года в матче против Израиля (2:0).
Всего в течение восьмилетней карьеры в национальной команде провёл в её форме 27 матчей.

## Достижения
«Ираклис»
- Обладатель Кубка Греции: 1975/1976